# إسماعيل سانتياغو لوبيز
إسماعيل سانتياغو لوبيز (بالإسبانية: Ismael Santiago López)‏ (27 فبراير 1978 بخاين في إسبانيا - ) هو لاعب كرة قدم إسباني في مركز الوسط. شارك مع منتخب إسبانيا تحت 18 سنة لكرة القدم. أما مع النوادي، فقد لعب مع ديبورتيفو ألافيس وريال بيتيس وريال مورسيا وسبورتنغ ماهونيس ولوغرونيس ونادي أليكانتي ونادي إكستريمادورا ونادي إلتشي ونادي إيركوليس ونادي برشلونة ب ونادي برشلونة ج ونادي برشلونة ونادي خيريث ونادي غرناطة وS.F.K. Pierikos (football) ‏.

## روابط خارجية
- إسماعيل سانتياغو لوبيز على موقع قاعدة بيانات كرة القدم.إي يو (الإنجليزية)
- إسماعيل سانتياغو لوبيز على موقع Soccerway.com (الإنجليزية)